# Chute libre (attraction)
Pour les articles homonymes, voir Chute libre.

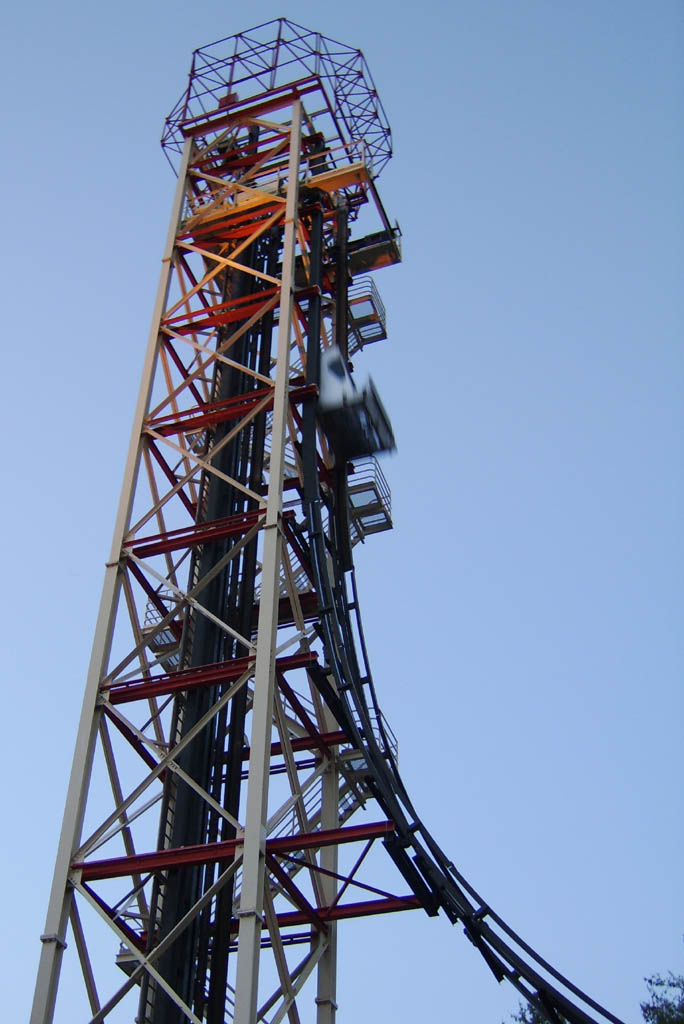
Freefall à Six Flags Over Georgia.

Une Freefall (litt. : « chute libre ») est un type d'attraction connu pour avoir été la première génération des attractions de type tour de chute. Développée par Giovanola et commercialisée dans le monde entier par la société suisse Intamin, l'attraction connaîtra une évolution puis un déclin à partir de 1995, quand Intamin met au point la technique utilisée sur les tours de chutes plus récentes. 
Dès lors, de nombreux parcs remplacèrent leurs Freefall par des nouvelles tours de chutes. Il reste actuellement quelques modèles encore en fonctionnement tels que Demon Drop à Dorney Park & Wildwater Kingdom ; Freefall (Elevador) à Beto Carrero World, au Brésil ; Hollywood Action Tower à Movieland Studios, en Italie ; Freefall à Rusutsu Resort, Freefall à Central Park et Free Fall à Nagashima Spa Land, au Japon.

## Concept et opération
L'attraction possède une forme générale de « L » majuscule et fournit une sensation brève mais très intense. La chute dure à peine plus de deux secondes et demie.
Les passagers s'installent dans un véhicule de quatre places. Après la mise en place de harnais, la nacelle recule pour rejoindre la cage d'ascenseur. Le véhicule monte rapidement à une hauteur de 27 mètres en haut de la tour, mais arrivé en haut il avance lentement vers le vide. La nacelle est alors lâchée et tombe de 26 mètres, presque au pied de l'attraction. Le véhicule s'incline sur le dos durant la chute et approche de la position horizontale. Une fois revenu en bas, le véhicule, par un mécanisme complexe, retrouve la position verticale. Le véhicule revient enfin à la plateforme d'entrée/sortie et les passagers peuvent sortir.

### Première
La première attraction de ce type à être construite est Freefall à Six Flags Magic Mountain en 1982.

### Amélioration
En 1984, un accident est survenu sur la chute libre The Edge de Six Flags Great America. Un câble s'est cassé, et il n'y avait pas de système de sécurité assez puissant pour arrêter le véhicule. Le véhicule heurta un autre véhicule qui attendait pour être monté à l'ascenseur. Aucun décès ne fut à déplorer dans l'accident, mais les jeunes passagers ont été hospitalisés pour des contusions.
Afin de prévenir que ce problème ne survienne à nouveau, Intamin a doublé les systèmes de freins de secours sur la tour et réduit le nombre de nacelles. L'attraction de The Edge a rouvert peu après l'accident, mais les stigmates de l'accident ont éloigné les visiteurs de l'attraction qui a dû fermer. L'attraction a été démontée l'année suivante et remontée au Rocky Point Amusement Park sous le nom générique de Freefall avant d'être déménagée à Geagua Lake dans l'Ohio et rebaptisée Mr Hyde's Nasty Fall. Cette dernière a été détruite en 2006.

### Déclin
En 1995, le parc Paramount's Great America ouvrit une attraction de type tour de chute, la Drop Zone Stunt Tower, une version améliorée de la chute libre. Cette attraction était deux fois plus haute que les versions de première génération. Le parc avait cette année-là une chute libre et une tour de chute, mais ce ne fut que pour une seule année. La popularité de la tour de chute Drop Zone fit que le parc fermait la chute libre dès la fin de la saison 1995.
Ensuite de nombreux parcs remplacèrent leur version de chute libre par des tours de chute.

## Attractions de ce type
| Nom                                                               | Parc                                                                | Pays       | Ouverture                    | Statut       |
| ----------------------------------------------------------------- | ------------------------------------------------------------------- | ---------- | ---------------------------- | ------------ |
| Demon Drop                                                        | Dorney Park & Wildwater Kingdom Cedar Point                         | États-Unis | 2010 1983 à 2009             | Opérationnel |
| Freefall                                                          | Six Flags Magic Mountain                                            | États-Unis | 1982                         | Démonté      |
| Freefall                                                          | Six Flags Over Georgia                                              | États-Unis | 1983                         | Démonté      |
| Free Fall                                                         | Nagashima Spa Land                                                  | Japon      | 1983                         | Opérationnel |
| Free Fall                                                         | Rusutsu Resort                                                      | Japon      | Unknown                      | Opérationnel |
| Free Fall                                                         | Beto Carrero World                                                  | Brésil     | Unknown                      | Opérationnel |
| Free Fall                                                         | Central Park                                                        | Japon      | Unknown                      | Opérationnel |
| Free Fall                                                         | Tokyo Sommerland                                                    | Japon      | Unknown                      | Démonté      |
| Hollywood Action Tower anciennement Drop of Doom                  | Movieland Studios Galaxyland                                        | Italie     | 2006 1985 à 2002             | Opérationnel |
| Mr Hyde's Nasty Fall anciennement Freefall' anciennement The Edge | Geauga Lake Rocky Point Amusement Park (en) Six Flags Great America | États-Unis | 1996 1987 à 1995 1983 à 1986 | Démonté      |
| Stuntman's Freefall anciennement Freefall                         | Six Flags Great Adventure                                           | États-Unis | 1983                         | Démonté      |
| Sky Screamer                                                      | Six Flags AstroWorld                                                | États-Unis | 1983                         | Démonté      |
| Wildcatter anciennement G-Force anciennement Texas Cliffhanger    | Six Flags Over Texas                                                | États-Unis | 1982                         | Démonté      |
| Superman: Escape from Krypton                                     | Six Flags Magic Mountain                                            | États-Unis | 1997                         | Opérationnel |

En 2004, le parc Loudoun Castle avait demandé une autorisation pour la construction d'une chute libre. Mais l'autorisation mis trop de temps à être accordée et afin d'ouvrir une attraction pour la saison 2005, le parc renonça à la chute libre. Ironiquement, la nouvelle attraction 2007 est une tour de chute de type Double Shot conçu par S&S.

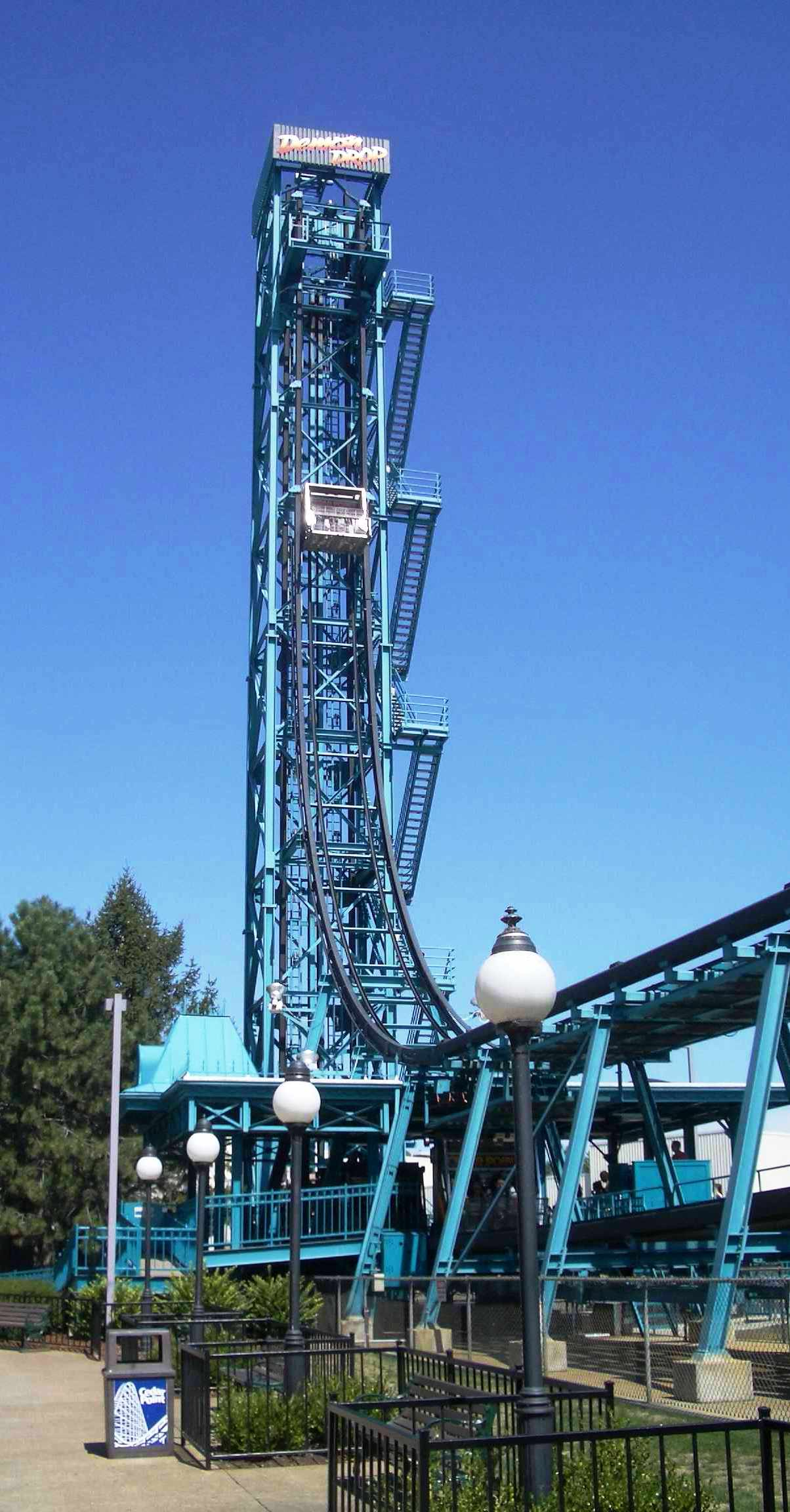
Demon Drop à Cedar Point Superman: Escape from Krypton
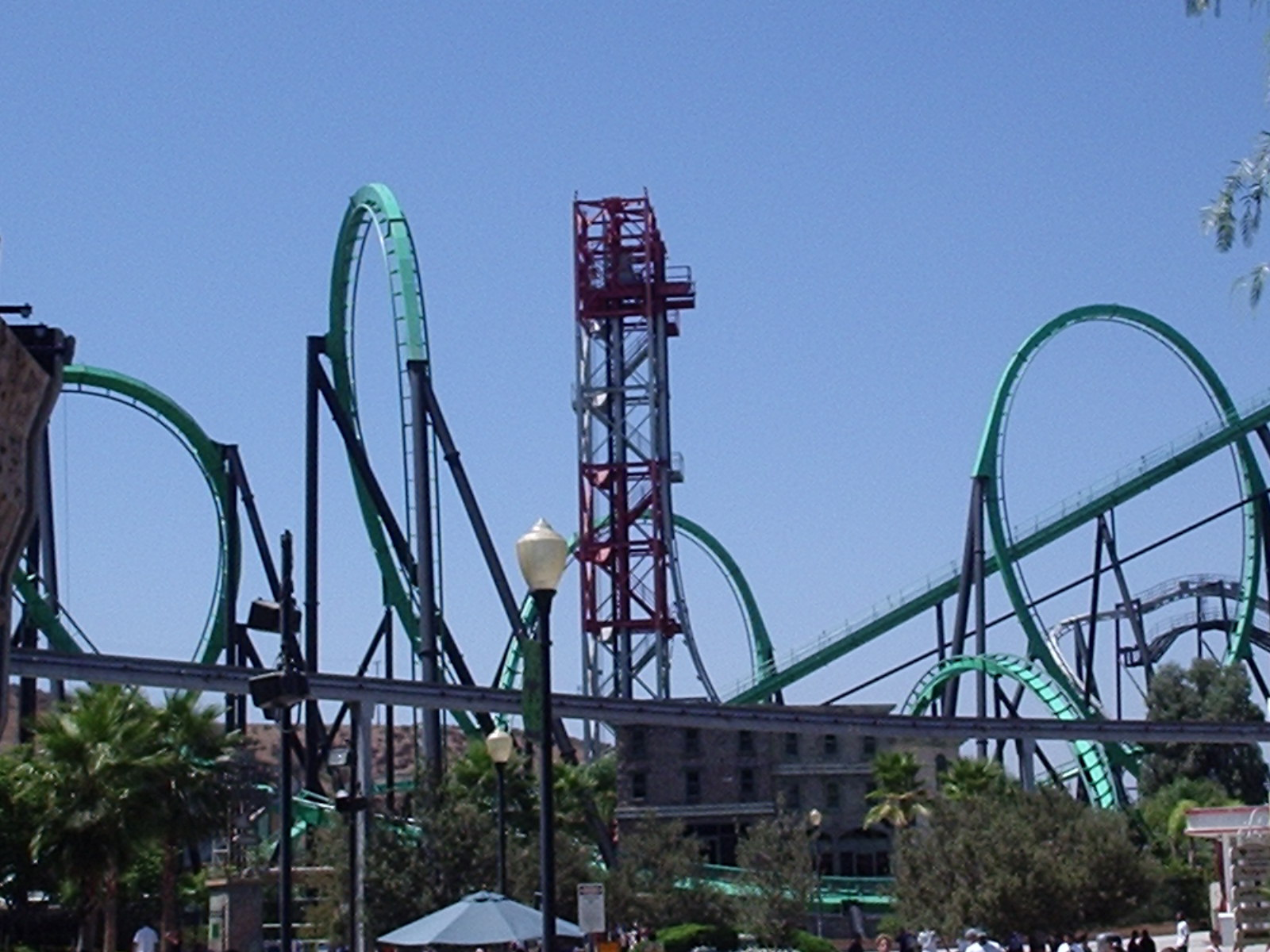
FreeFall à Six Flags Magic Mountain
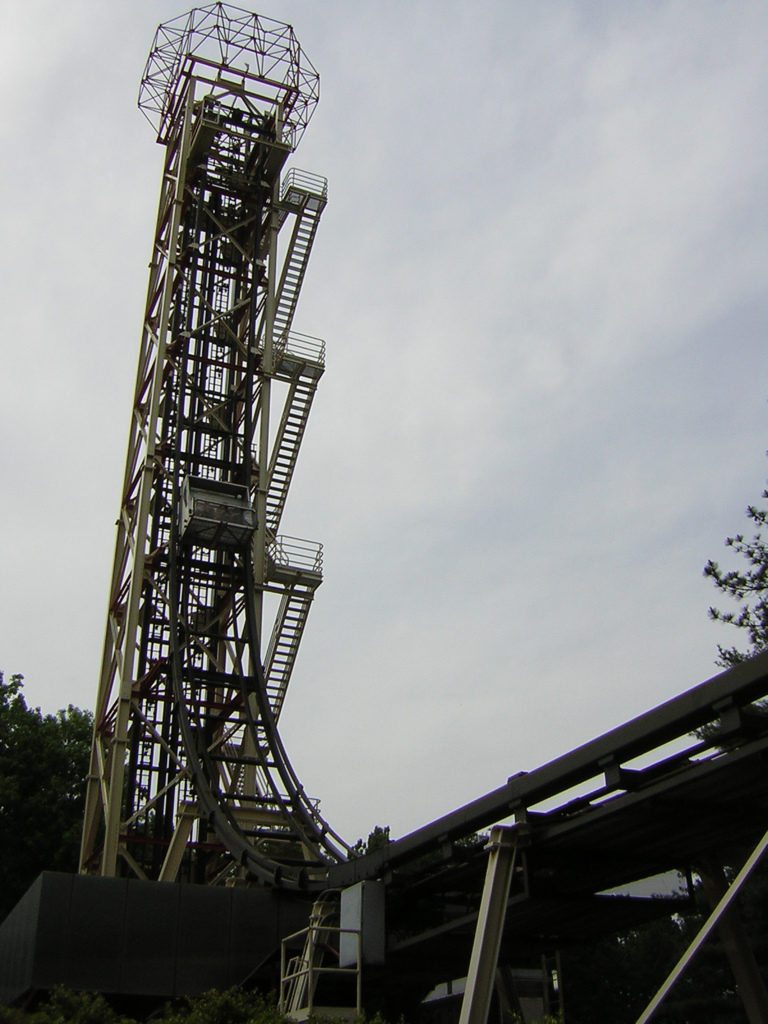
FreeFall à Six Flags Over Georgia
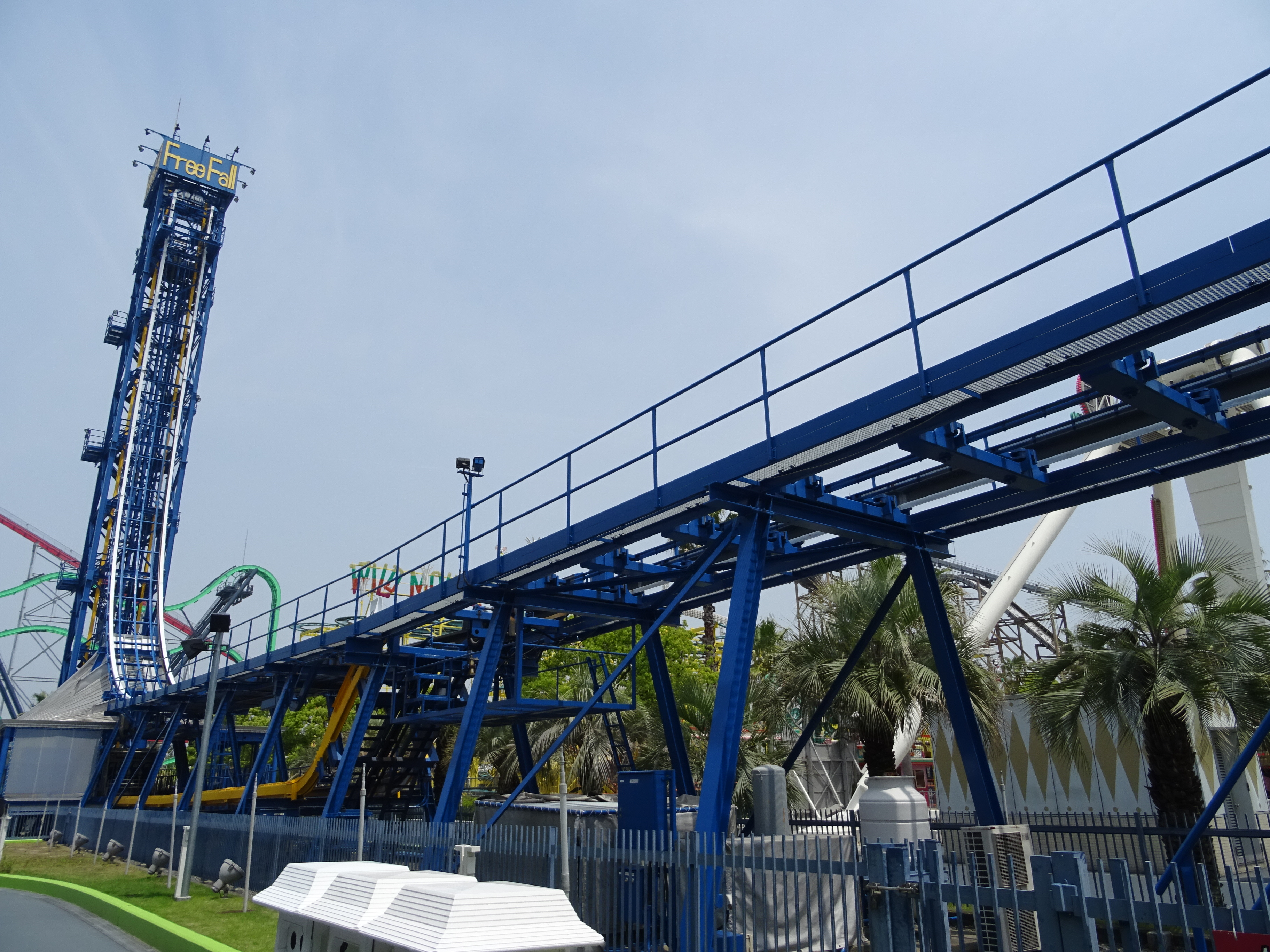
Free Fall à Nagashima Spa Land
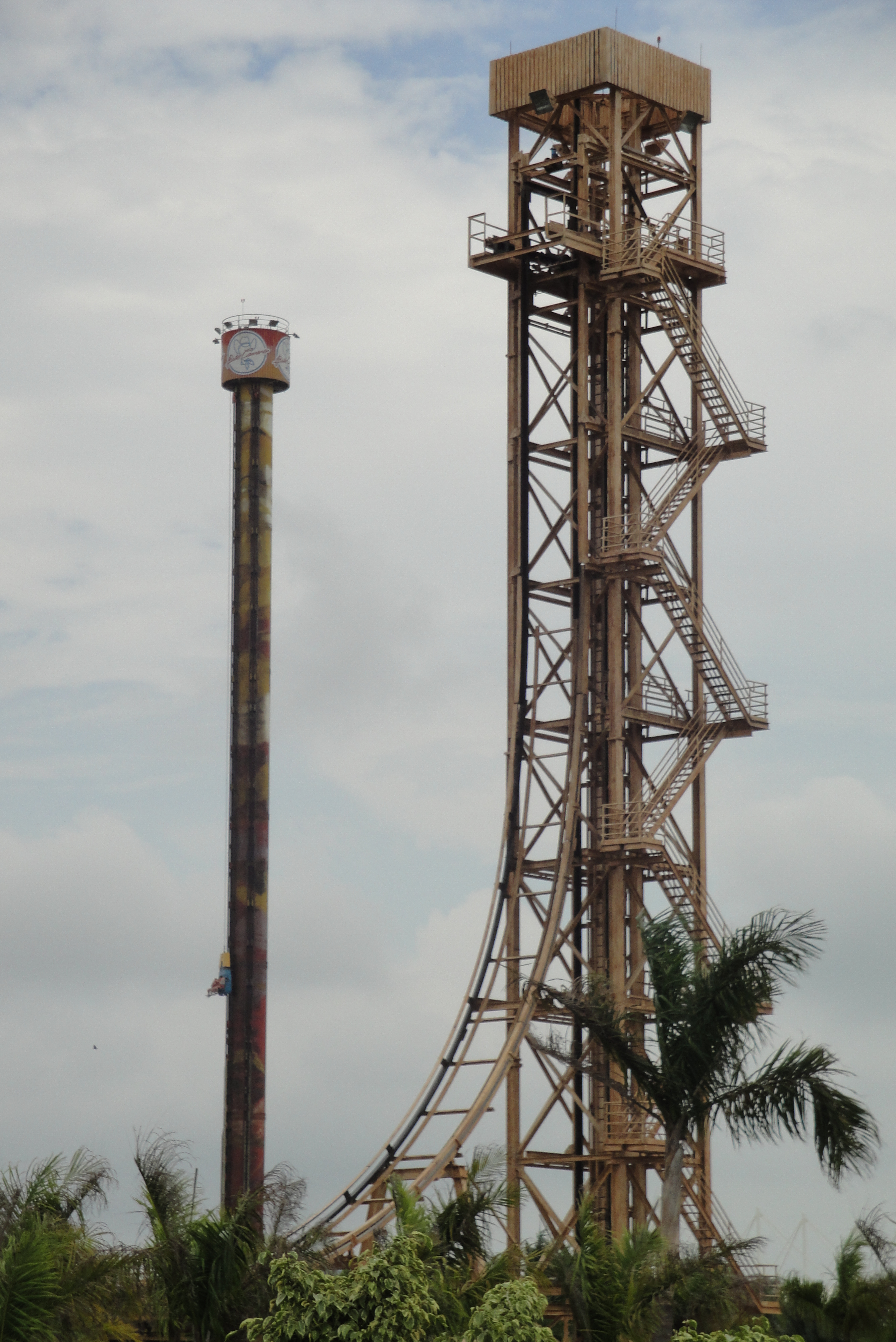
FreeFall à Beto Carrero World
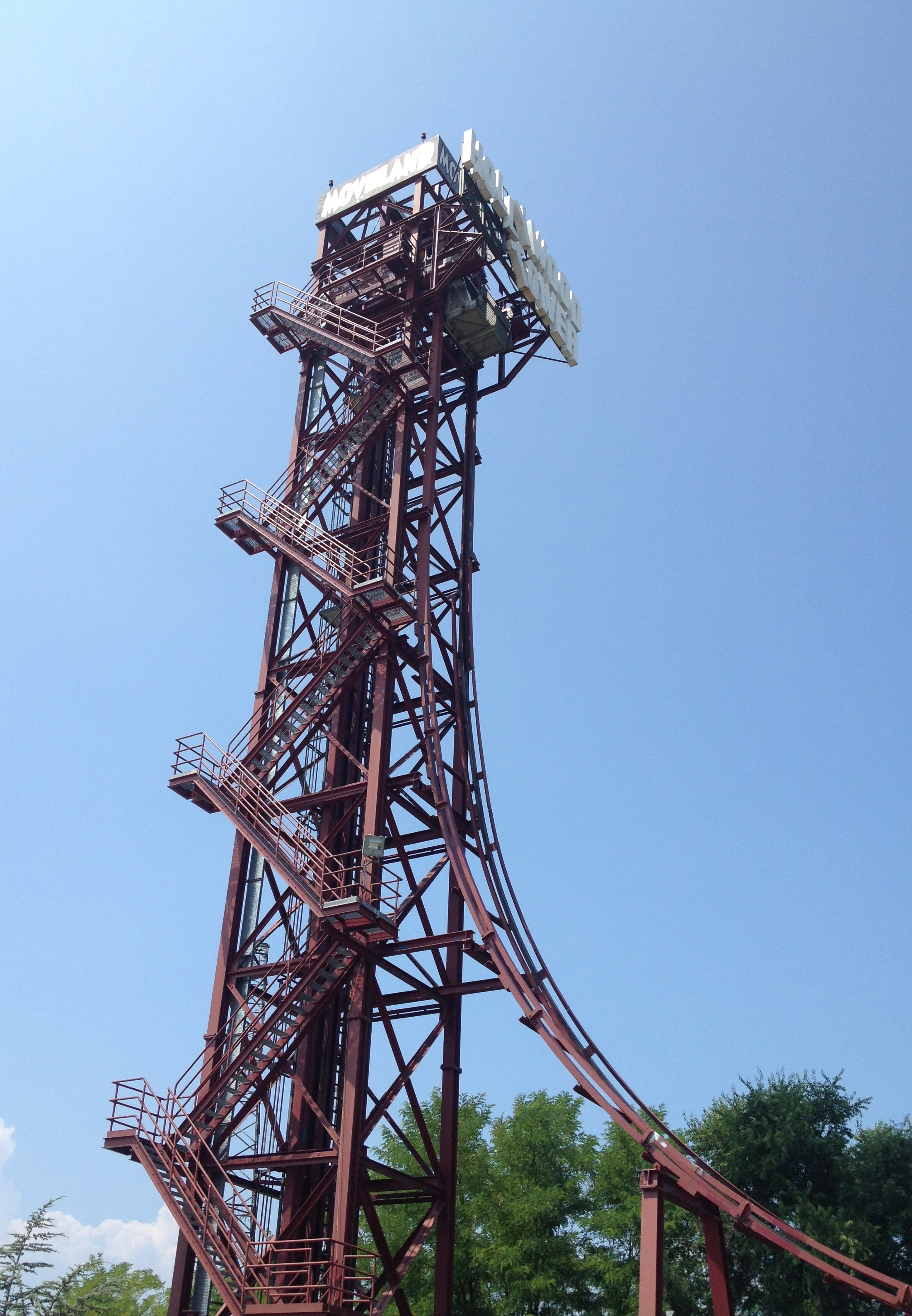
Hollywood Action Tower à Movieland Studios